# Стоян Томчев
Стоян Петров Томчев е български офицер, бригаден генерал, бивш заместник-началник на Национална служба за охрана (НСО).

## Биография
Роден е на 22 март 1962 г. в София. Започва да тренира бокс в 9-и клас. През 1984 г. спечелва купата „Ямболен“. През 1983 г. завършва ВИФ „Георги Димитров“, а през 2004 г. факултета по „Национална сигурност и отбрана“ на Военната академия в София. По професия е боксьор и играе за отбора на Славия. През 1988 г. спечелва републиканското първенство по бокс с отбора си. След 1990 г., когато офицерските звания към спортните школи се отменят се премества в Строителни войски. През 1993 г. започва работа в Национална служба охрана. От 1997 г. е личен бодигард на бъдещия президент, тогава председател на парламентарната група на БСП Георги Първанов. Освен него е бил бодигард на министър-председателите Любен Беров и Ренета Инджова. На 5 юни 2004 г. е назначен за заместник-началник на Националната служба за охрана при Президента на Република България. На 4 май 2005 г. и на 25 април 2006 г. е преназначен на същата длъжност, последното считано от 1 юни 2006 г. На 26 април 2007 г. е удостоен с висше офицерско звание бригаден генерал. На 1 юни 2012 г. бригаден генерал Стоян Томчев е освободен от длъжността заместник-началник на Националната служба за охрана и от военна служба.